# ドルビーHX PRO

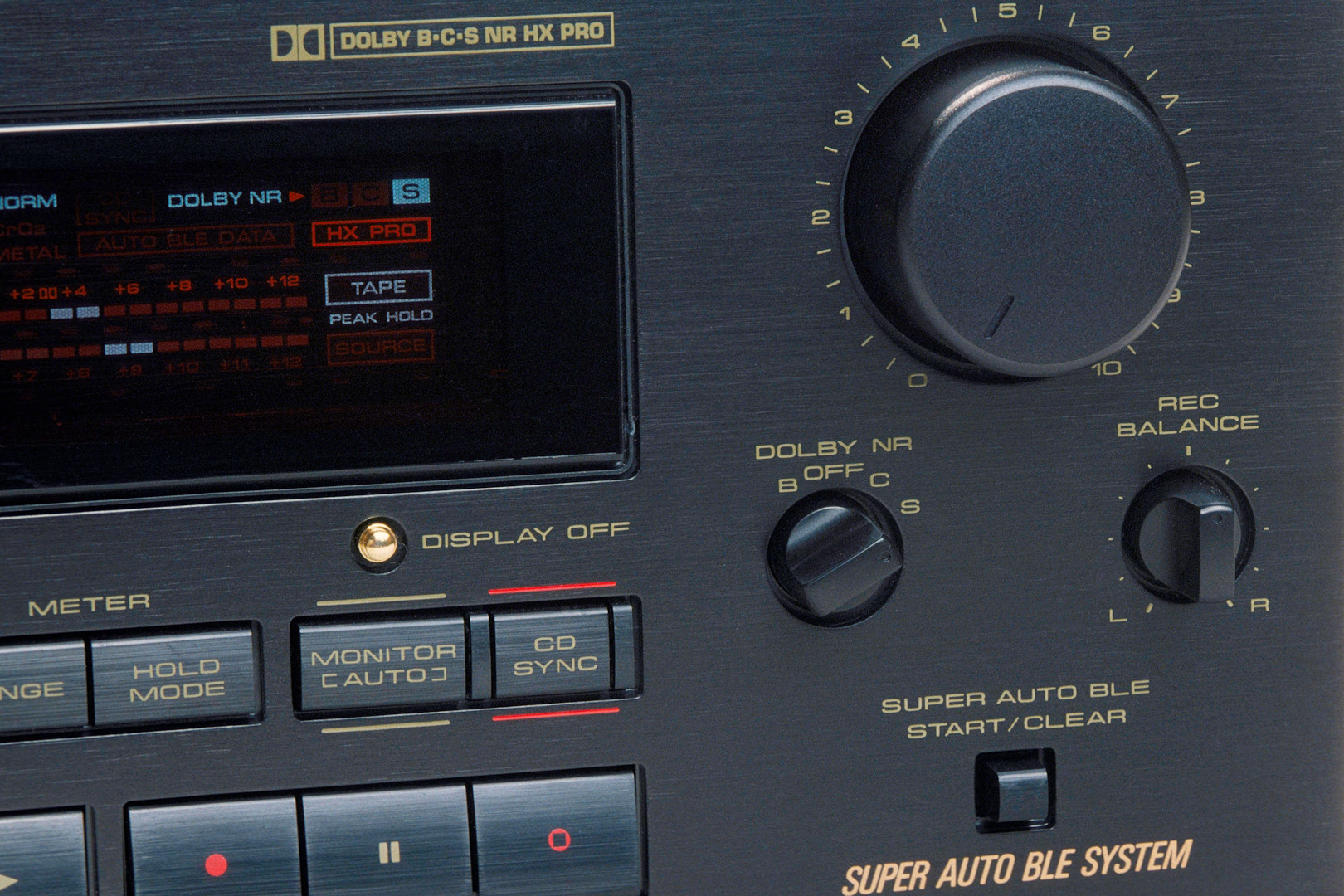
ドルビーHX PROシステムを備えたカセットデッキ

ドルビー HX PRO （ドルビー エイチエックス プロ、Dolby HX Pro）はドルビーラボラトリーズが1982年に開発した、従来のドルビー HX（ドルビー エイチエックス、Dolby HX）を大幅に改良し、テープレコーダーの録音時に高域特性を改善するシステムである。 HX は "Headroom eXtension"、 PRO は "Process" に由来する。
日本メーカー製のカセットデッキとしては1982年にアイワ（初代法人）が開発・製造・発売した「AD-FF60」、および「AD-FF70」にドルビーHX PROが初めて搭載された。

## 概要
テープレコーダーの録音では直線性を改善するために音声信号に交流バイアス信号を重畳している。このとき音声信号に高域成分が含まれているとそれ自身が交流バイアスと似た働きをし、録音バイアス量過多の場合と同様に高域のレスポンスや最大録音レベルが低下する。ドルビーHX PRO は音声信号の高域成分を検出し録音バイアス量を 1 ms 毎に制御することで高域特性を改善する。
ドルビーHX PRO は従来のドルビーHX同様、ノーマルポジション（IEC TYPE I）用カセットテープを用いて録音した時に限り、高域特性を改善する。エンコード（録音）時のみの処理であり、デコード（再生）時には何の処理もしないので、既存のドルビーノイズリダクションシステムとは異なり再生互換の問題がない。そのためこの機能を搭載するテープレコーダーはごく一部の高価格帯の機種を除き、通常オン/オフのスイッチを設けず常時作動するようになっている。
東芝 EMI （現：ユニバーサルミュージックジャパン）、ワーナー・パイオニア（現：ワーナーミュージック・ジャパン）はミュージックテープにドルビーHX PRO を、 J-POP を含む全てのポップス、ロック、歌謡曲、演歌、フュージョン、ジャズなどジャンルを問わず採用していた時期があった。
2013年12月、この当時の新品で購入可能なアナログカセットデッキとしては唯一、ドルビーHX PROを搭載したティアックの「W-890R」（ドルビーBタイプNRを搭載し、ハイポジション〈クロムポジション〉用テープの録音・再生、およびメタルポジション用テープの再生に対応した録音・再生ツインオートリバースカセットデッキ）が生産終了・出荷終了したことにより、名実共にドルビーHX PROは1982年の製品化開始から31年の歴史に幕を下ろすこととなった。